# Марк Пакувій
Марк Пакувій (25 квітня 220 — 7 лютого 130 роки до н. е.) — давньоримський поет, драматург, учень Еннія.

## Життєпис
Народився у м. Брундісій (нині Бриндізі). Мав оське походження. Був небожем та учнем відомого драматурга Квінта Еннія. Спочатку уславився як художник. Утім не збереглося жодного його малюнка, навіть невідомі назви його картин або фресок. Деякий час був членом гуртка Сципіона Еміліана. У його доробку 12 трагедій, з яких відомі тепер лише фрагменти. Тематика в більшості узята з грецьких міфів. Окрім цього Пакувій написав власну епітафію та 1 претексту «Павло», присвячену Луцію Емілію Павлу Македонському. Усі твори Пакувій писав грецькою мовою. Творчість Пакувія мала значний вплив на подальший розвиток давньоримської трагедії й драматургії.
Разом із заняттям із складання віршів Пакувій займався також живописом. Його картини булі відомі навіть серед деяких перших імператорів.
Помер Марк Пакувій 7 лютого 130 року до н. е. у м. Тарент (нині Таранто).

## Найвідоміші твори
- Антіопа
- Тевкр.
- Кріс
- Ніптра
- Павло
- Автоепітафія.